# Oktoberfest
Oktoberfest (lokalt även Wiesn) är en årlig tysk ölfestival och folkfest som hålls i München i Bayern från slutet av september till början av oktober. Festivalen har arrangerats sedan 1810 och är idag världens största folkfest.

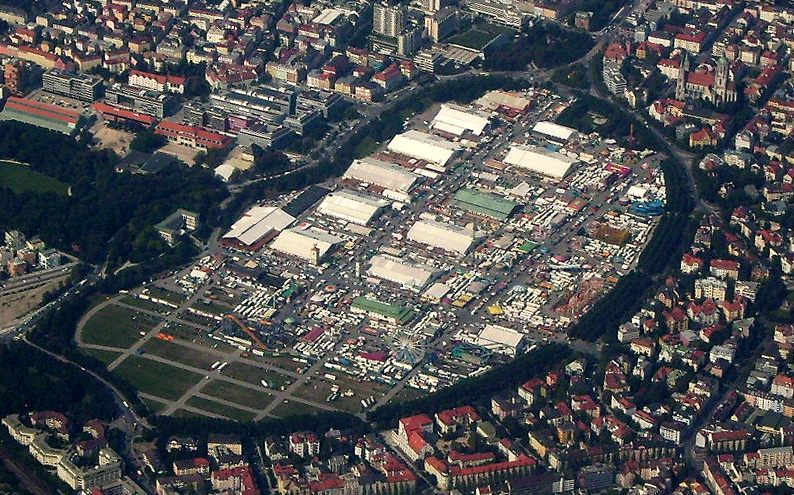
Flygbild över Theresienwiese dagen före Oktoberfest 2006.

## Historik
Oktoberfest har sitt ursprung i kronprins Ludvigs bröllop med prinsessan Therese av Sachsen-Hildburghausen den 12 oktober 1810. Fem dagar senare firades giftermålet med en offentlig hästkapplöpning på den plats som fick namnet Theresienwiese. Namnet lever kvar och festivalen kallas i folkmun även die Wiesn.
Från 1819 tog staden München över ansvaret för festen, som efter hand utvecklades med fler attraktioner och ökat utbud. Ölservering blev tillåten först 1880. Under årens lopp har festen ställts in vid flera tillfällen, bland annat under krig, epidemier och kriser:
- 1854 och 1873 – kolera
- 1866 – preussisk-österrikiska kriget
- 1870 – fransk-tyska kriget
- 1914–1918 – första världskriget
- 1923–1924 – kraftig inflation
- 1939–1945 – andra världskriget
- 2020–2021 – covid-19-pandemin[2]

Efter båda världskrigen hölls en mindre höstfest (Herbstfest) istället. Sedan 1950 har Oktoberfest kunnat hållas årligen, med ovanstående undantag.
Den 26 september 1980 exploderade en bomb vid huvudingången till festivalområdet. Dådet dödade 13 personer och skadade över 200, varav 68 allvarligt.

## Festivalen idag
Oktoberfest pågår i sexton dagar och avslutas första söndagen i oktober. Vid särskilda jubileum, som 200-årsfirandet 2010, har festivalen förlängts med en dag.
Till festivalen bryggs ett särskilt oktoberfestöl som serveras i enliterskannor, Maß. Ölet är bärnstensfärgat och får endast bryggas av lokala bryggerier i München. Serveringen sker i stora tält med plats för upp till tiotusen gäster. Uppförandet av tälten tar cirka två månader.

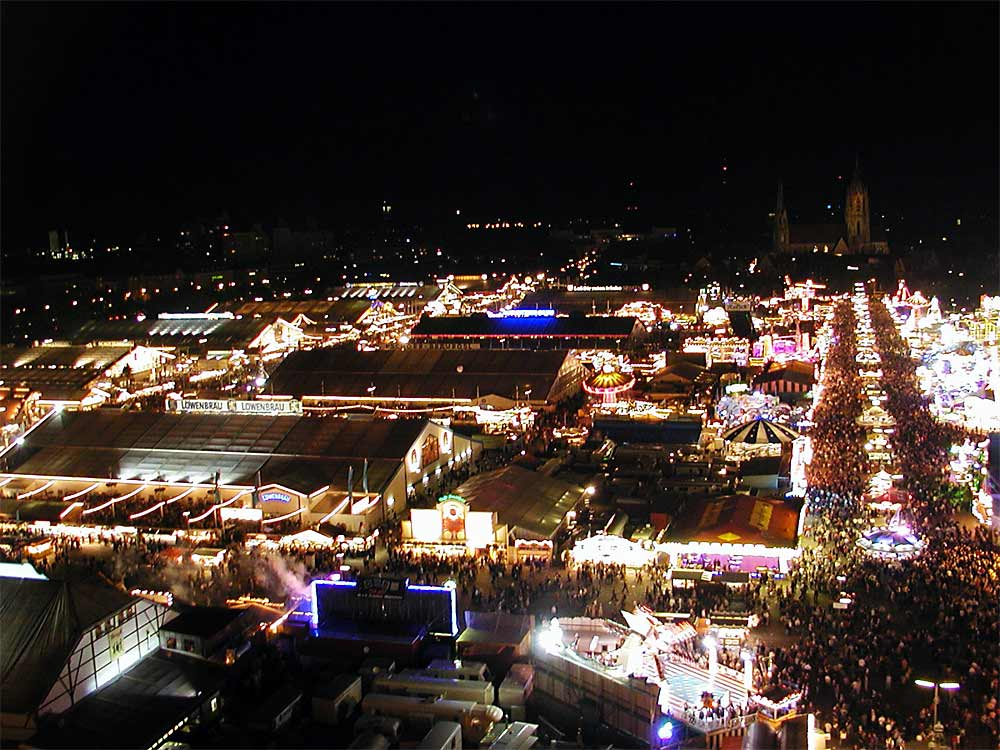
Oktoberfest nattetid.

Under festivalen är det tradition att kvinnor bär dirndl och män lederhosen. Dessa kläder är fortfarande mycket vanliga bland besökarna.

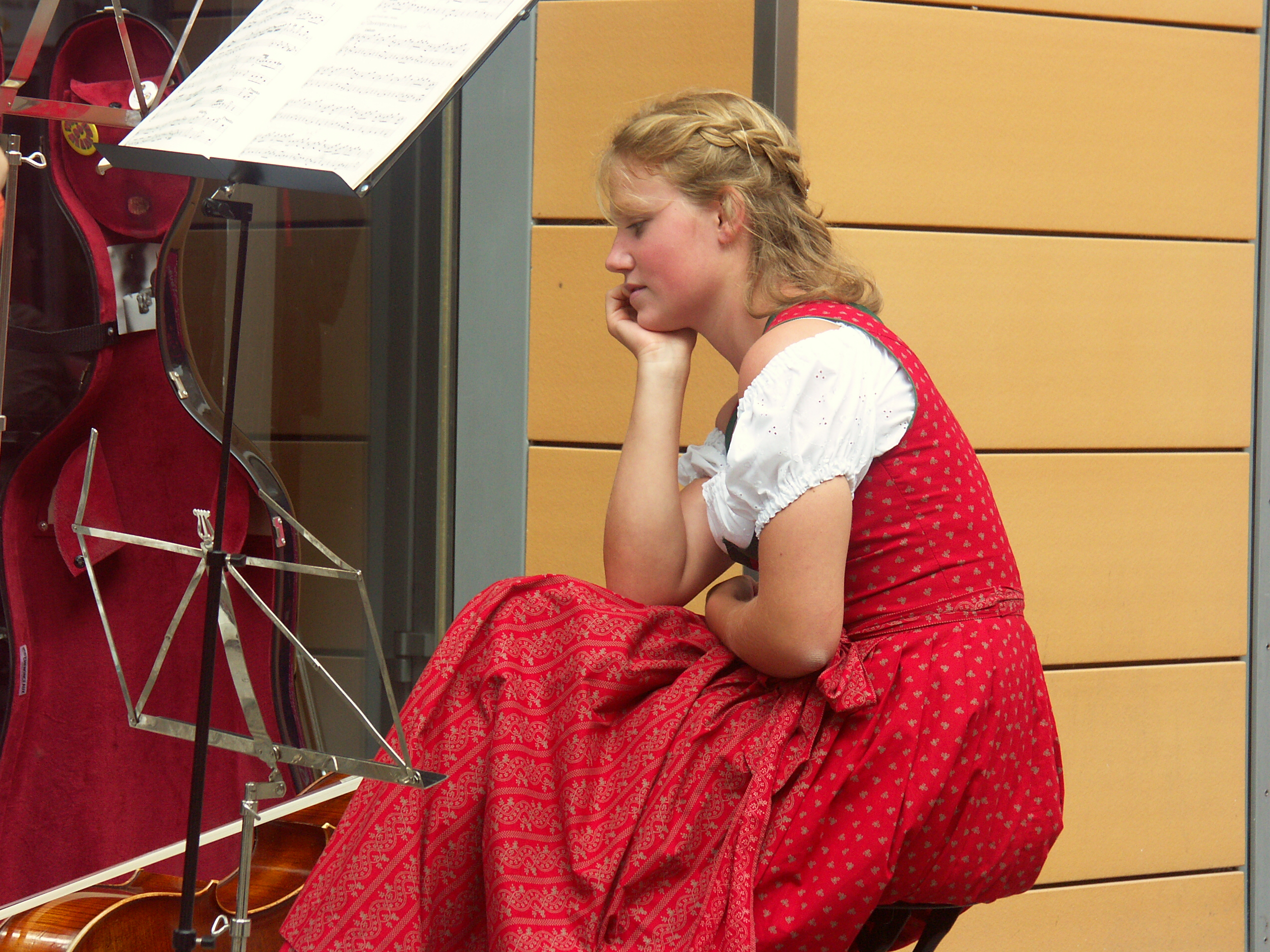
Deltagare i traditionsenlig dirndl vid Oktoberfest 2003.

## Festtälten
De sex Münchenbryggerierna Spaten-Franziskaner, Augustiner, Paulaner, Hacker-Pschorr, Hofbräu och Löwenbräu bygger tillsammans 14 stora och 15 mindre festtält på festivalområdet. Totalt finns omkring 100 000 sittplatser.
När besökstrycket är högt kan tälten tillfälligt stängas för nya gäster av säkerhetsskäl, särskilt kvällstid och under helger. Löwenbräus tält är det största.

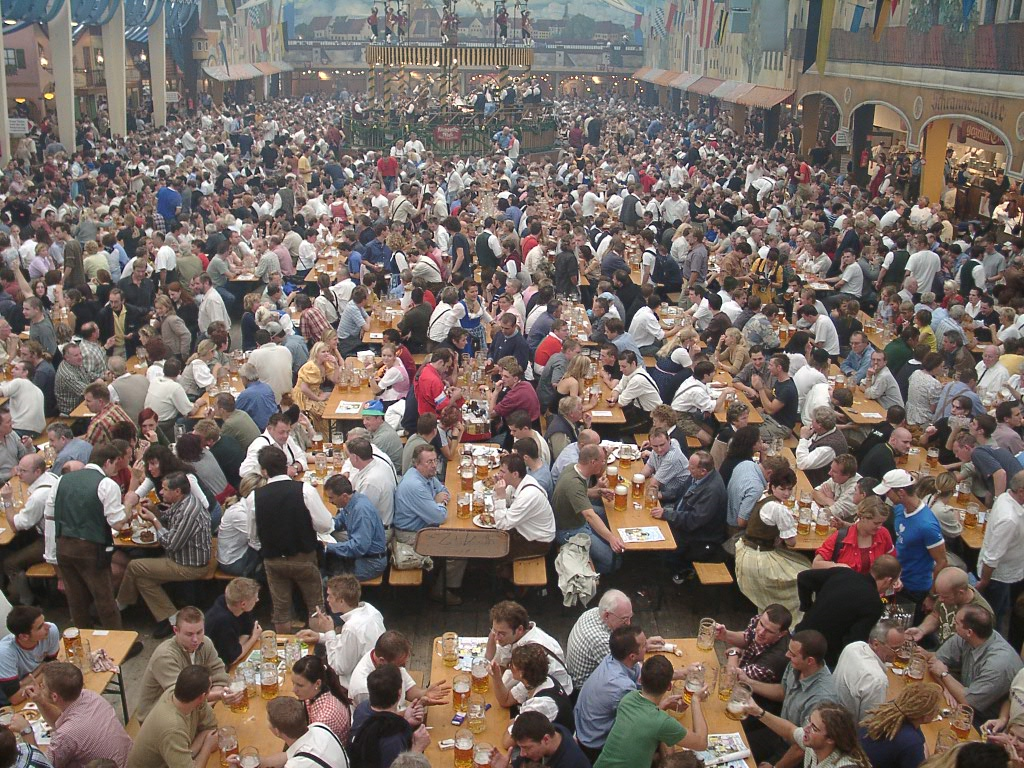
Ett öltält under Oktoberfest i München.

## Organisation och säkerhet
Festivalområdet har ett eget sjukhus för att ta hand om skadade och berusade besökare. Det finns även både tysk och italiensk polisstation samt en brandstation på plats.
Den kommunala trafiken förstärks under festperioden. Tunnelbanan kör tätare turer, säkerhetsvakter finns på perrongerna och ibland måste stationen Theresienwiese stängas tillfälligt vid hög belastning.

## Statistik
Nedan följer några nyckeltal om Oktoberfest och dess omfattning:
- Theresienwiese är 42 hektar stort, varav festområdet upptar 31 hektar.
- År 2007 hade festivalen 6,2 miljoner besökare och 6,7 miljoner liter öl serverades.
- Omkring 12 000 personer arbetar på området under festivalen.
- Omsättningen uppgår till cirka 9 miljarder kronor årligen.
- Oktoberfest står för omkring 13 procent av Münchens energiförbrukning under festveckorna.
- Det finns cirka 1 800 toaletter och urinoarer på området.

## Oktoberfest internationellt
Den största Oktoberfesten utanför Tyskland hålls i Kitchener och Waterloo i Ontario, Kanada. Där lockar festivalen omkring en miljon besökare varje år.
Flera andra städer världen över arrangerar egna Oktoberfest-firanden:
- Argentina: Belgrano, Córdoba, Villa General
- Brasilien: Blumenau, Itapiranga, Rolándia, Sao José do Cedro, Seara
- Kanada: Kitchener, Waterloo
- Hongkong
- Norge: Longyearbyen
- Palestina: Taybeh
- Spanien: Calella
- Sverige: Göteborg, Danderyd, Lund, Skara, Uppsala – och därtill flera mindre lokala oktoberfester.
- USA: Cincinnati, Ohio, Helen, Georgia, Mount Angel, Oregon, New Braunfels, Texas

## Kuriosa
Centraleuropas enda kvarvarande loppcirkus uppträder sedan 1948 på Oktoberfest. I TV-serien Simpsons förekommer en fiktiv variant kallad Scotchtoberfest.